# 分断国家

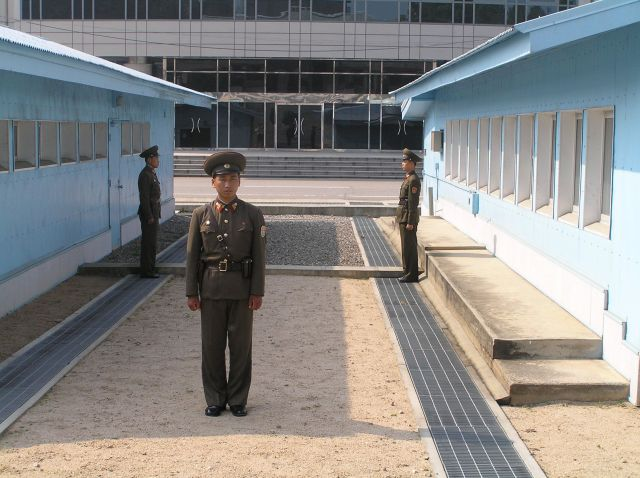
分断国家朝鮮の象徴・板門店。中央の少し浮き上がった直線が朝鮮半島を分断する軍事境界線。

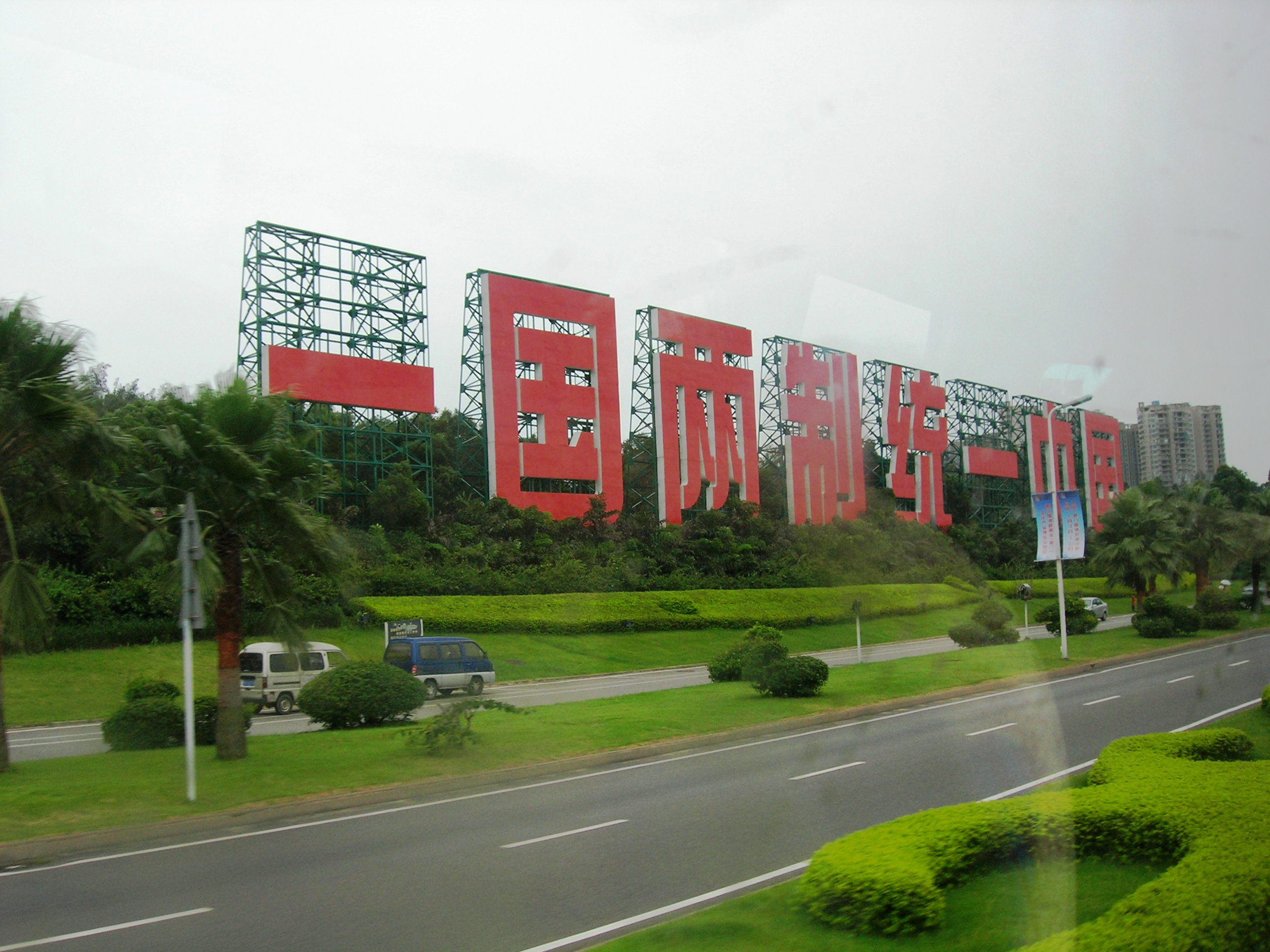
中華民国に対し「一国二制度で中国統一を（達成しよう）」と訴える中華人民共和国のスローガン（廈門市・2010年）

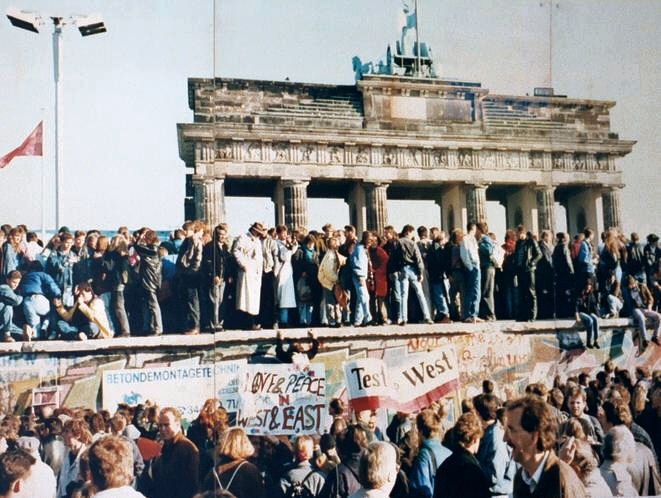
分断ドイツの象徴・ベルリンの壁が機能しなくなった直後の様子（西ベルリン・1989年）

分断国家（ぶんだんこっか）は、本来ならひとつの国家であるべきであるが、人為的に分裂させられた状態の国家のことである。特定地域が分割されて2つ以上の国家が存在する状態を幅広く指すことができるが、特に第二次世界大戦後の冷戦時代に西側陣営と東側陣営とで国内が分裂した国家を指して使われることもある。分裂国家（ぶんれつこっか）などの呼び方もある。

## 内容
分断国家の特徴として、以下の点が挙げられる。
1. ひとつの国家内に複数の政府承認を受けた2つ以上の政府が並立している。
2. 並立する政府がいずれも「当該国家で正統性を有する（合法的な）唯一の政府である」との認識から自身が主導する国家の統一を志向している。
3. その状況が平時において長期間持続している。

分断国家の各政府は、自己が認識する正統性を根拠に、国家の統一を目指して政府同士の戦争・交渉または諸外国との外交を行う。並立する政府の外交上の扱いは国・時代によって異なっており、並立する政府に対する他国の政府承認を一切否定する方針（ハルシュタイン原則、および「一つの中国」論に基づく二重承認否定）もあれば、逆に否定しない方針（南北等距離外交）もある。
統一が実現するまでの間、各政府はそれぞれが実効支配する地域で独自の内政を実施し、かつそれぞれの地域住民は政府によって相互交流が制限されるため、同じ国家内の地域同士であっても経済格差や住民の価値観の変化などが生じる。また、別個に政府承認を受けた各政府が独自に外交政策を展開することで、国際社会では分断国家の存在を前提とした国際関係が構築される。分断国家で分断状態が長期化すると、これらの事象が複合的に発展し、「国家が分断されている異常な状態が常態である」という「分断の恒久化」が発生することが多い。
分断国家は、「一国家一政府」を原則とする国民国家（近代国家）の概念が普遍的になった近代以降に現れた概念である。したがって、ローマ帝国の東西分裂や、領邦国家が乱立していたドイツ統一以前のドイツ、および三国時代や魏晋南北朝時代の中国など、近代国家でない国の分裂は分断国家に該当しない。また、スールー王国のように、前近代国家の統治する地域が列強諸国によって分割・植民地化され、後に分割された地域が植民地単位で別個に独立した場合も、分断国家に該当しない。なお、イエメンもその例に当てはまるが、冷戦終結後に統一されたことから分断国家とされている。一方、近代国家で2つ以上の国家が並立していても分断国家と見なされない場合がある。

## 分断国家

### 東西冷戦に起因する分断国家
現存する冷戦に起因する分断国家は、中国と朝鮮の2か国である。これらの国の各政府はいずれも、「国土全域を支配する正統性を有する」と主張し、対立相手の正統性を認めていない。また、過去の例としてはイエメン、ドイツ、ベトナムがある。
いずれの事例も、冷戦の最中に独立・主権を回復する過程で、「政治・経済体制を自由・資本主義体制と社会主義体制のどちらにすべきか」というイデオロギーの選択が対立の原因となって分裂している。

#### 現在
- 中国
 中華人民共和国と 中華民国（1949年以降）
  - 第二次国共内戦による。統一を目指す取り組みについては中国統一を参照のこと。
  - 下記の国々に比べて分断の過程と現在の状況が特殊なことから、現在の中華民国については「残存国家」とも呼ばれる。
- 朝鮮
 朝鮮民主主義人民共和国と 大韓民国（1948年以降）
  - 分割占領時代の冷戦激化による。統一を目指す取り組みについては朝鮮統一問題を参照のこと。

#### 過去
- 西ドイツ（ドイツ連邦共和国）と 東ドイツ（ドイツ民主共和国）（1949年-1990年）
  - 分割占領時代の冷戦激化による。統一条約締結に伴いドイツ民主共和国が消滅し、1990年10月3日にドイツ連邦共和国が旧東ドイツ地域を編入した（ドイツ再統一）。
- 南ベトナム（ ベトナム国→ ベトナム共和国）と 北ベトナム（ベトナム民主共和国）・ 南ベトナム共和国（1949年-1976年）
  - ジュネーヴ協定による。サイゴン陥落に伴い西側諸国のベトナム共和国が消滅し、非同盟諸国の南ベトナム共和国臨時革命政府が南ベトナムを制圧。名目上は分断が継続するが、傀儡政権の南ベトナム共和国を通じて、社会主義国の北ベトナムが南ベトナムの併合作業を推進。1976年7月2日の南北政府統合に合わせ、国号を「ベトナム社会主義共和国」に変更。
  - なお、ベトナム政府は「ベトナムが統一された日」を、南北政府が統合された1976年7月2日ではなく、サイゴン陥落により北ベトナムが南ベトナムを「解放」した1975年4月30日であると認識している。そのため、サイゴン陥落を記念するベトナムの祝日は、「南部解放記念日（英語版）」（ベトナム語：Ngày Giải phóng miền Nam / 𣈜解放沔南）とも「統一の日」（ベトナム語：Ngày Thống nhất / 𣈜統一）とも称される。
- 北イエメン（イエメン・アラブ共和国）と 南イエメン（南イエメン人民共和国→イエメン人民民主共和国）（1967年-1990年）
  - 19世紀半ばのオスマン帝国とイギリスのイエメン地域分割占領による。旧オスマン領が1918年にイエメン王国として先に独立するも、旧英国領は冷戦下の1967年に社会主義体制を志向して独立し、分断状態が継続。両政府の合意によって1990年5月22日に統一され、国号を「イエメン共和国」に変更（イエメン統一）。しかし統一後も南北の軋轢は解消されず、イエメン内戦が発生してからの南部運動は当初こそハーディ政権に協力していたものの2017年、ハーディが南部運動出身者を政権ポストから外してからは南部暫定評議会が活動を開始。旧首都のアデン周辺を実効支配し事実上分断状態が再燃している。
  - 東西冷戦に起因する分断国家ではなく、スールー王国やコンゴのように、前近代国家の統治する地域が列強諸国によって分割・植民地化され、後に分割された地域が植民地単位で別個に独立した例であるが、独立後は西側寄りの北イエメンと東側寄りの南イエメンとで対立関係にあり、冷戦終結後は南北統一がなされたため上記の国々と同じく分断国家とされている。
- 民主カンプチアと カンプチア人民共和国（1979年-1992年）
  - カンプチア人民共和国樹立後も旧民主カンプチア勢力は辺境に支配地を持ち、また王党派やクメール共和国残党と合流して民主カンプチア連合政府を形成しており、国連の議席を維持するなど国際的に正統な政府として認められていた。1993年に王政復古によりカンボジア王国が成立。
- アンゴラ人民共和国と アンゴラ民主人民共和国（1975年-2002年）
  - アンゴラが独立戦争を経てポルトガルから独立する際、親ソの共産系独立派勢力と非共産系や毛沢東主義の独立勢力がそれぞれ個別に政府を立ち上げたため、1975年の独立時に2つの政府が同時に存在することになり、正統性を巡って内戦が発生した（アンゴラ内戦）。非共産系勢力や毛沢東主義者の連合政権であるアンゴラ民主人民共和国は、アンゴラの領土の大部分を一時的に支配したこともあったが、国際的な承認を受けることはなく、共産系のアンゴラ人民共和国が民主化されてアンゴラ共和国に変わった後も正統性を主張し内戦を継続したが、2002年に停戦に応じ武装解除された。
  - アンゴラ民主人民共和国は消滅に至るまでに国際的に承認されなかったため、分断国家には含まれないことが多い[注釈 1]。また東西の対立とは別に中ソ対立の要素も強い。
- コンゴ共和国（コンゴ・レオポルドヴィル）と コンゴ自由共和国（英語版）（コンゴ・スタンリーヴィル）
  - 1960年のコンゴ動乱でレオポルドヴィル政府からスタンリーヴィル政府が分裂。同時に分離独立勢力の カタンガ国と 南カサイ国も成立し計四つの政権が成立したため群雄割拠状態となった。1962年にコンゴ自由共和国が消滅しカタンガ及び南カサイの分離独立勢力も1963年までに消滅した。

### 東西冷戦に起因しない分断国家
- アイルランド共和国と北アイルランド（ イギリスを構成する4か国のひとつ）[2]
- キプロス共和国と 北キプロス・トルコ共和国[3][4]

## 分断国家と見なされない例
上記の分断国家に対し、
1. 戦中の短期間のみ政府が分裂した国家
  - 消滅した政府は敵対した交戦勢力の傀儡政府ないし衛星国と見なされることが多い。
2. 国民の自発的意志によって分裂した国家
3. いわゆる亡命政府
4. いわゆる二重権力や群雄割拠状態

のいずれかに該当する場合は分断国家とみなされない。また特殊な例としては、従前の民族自決権（自決権）による統一の正統性が戦争によって全面的に否定され再分裂した大ドイツがある。
下記の一覧では、該当事例を国名の五十音順に掲載する。

### 独立の際に統一状態を望まない住民がいた地域

インド（橙色）とパキスタン（緑色）に分断されたインド亜大陸：灰色は帰属未定地（1947年時点）

- イギリス領インド帝国：インド・パキスタン分離独立によって インドと パキスタンが分離独立[矛盾 ⇔ ベンガル分割令]
  - インド亜大陸は主な言語がヒンドゥースターニー語で共通していたが、イギリスの植民地体制を解体する過程で、宗教的マイノリティーであるムスリムがムスリム人口の多い地域を別個の国家として分離独立させることを強く主張した。その結果、インド帝国はムスリム国家（パキスタン）とヒンドゥー国家（インド）に分離し、独立後は印パ両国のいずれもが統一インドを志向していない。ただし、両国は国交を有するものの、カシミール地方を巡るカシミール紛争（印パ戦争含む）で軍事的緊張が続いている影響から相互交流が低調で、両国間の言語分断が進んでいる[要出典]。
  - その後、パキスタンは西パキスタン（現パキスタン）と東パキスタン（現バングラデシュ）に分裂した。
- イギリス委任統治領パレスチナ： イスラエルと パレスチナ
  - 独立に関して 国連決議によりアラブ人国家とユダヤ人国家に分割案が採択される。その後、第一次中東戦争によりユダヤ人国家はイスラエルとして独立し、パレスチナの大部分を占領。イスラエルが占領できなかったガザ地区とヨルダン川西岸地区はそれぞれエジプトとヨルダンに占領され、ヨルダン川西岸はヨルダンが併合。エジプト占領下のガザ地区では、1948年10月に全パレスチナ政府（英語版）が成立しパレスチナの独立を宣言。エジプト、シリア、レバノン、サウジアラビアによる国家承認を受けるも行政権がなかったため、1952年には活動を停止。1963年には事実上の解散。1967年に第三次中東戦争によりガザ・ヨルダン川西岸両地区はイスラエルにより占領される。その後、パレスチナ自治政府が成立。
  - パレスチナのガザ地区には2007年以降ガザ政府が成立し、西岸地区に拠点を置く自治政府の統治が及ばない状態になっている。

### 一部住民が自決権を求めて一方的に分裂した国家
- アゼルバイジャン：ナゴルノ・カラバフ地域

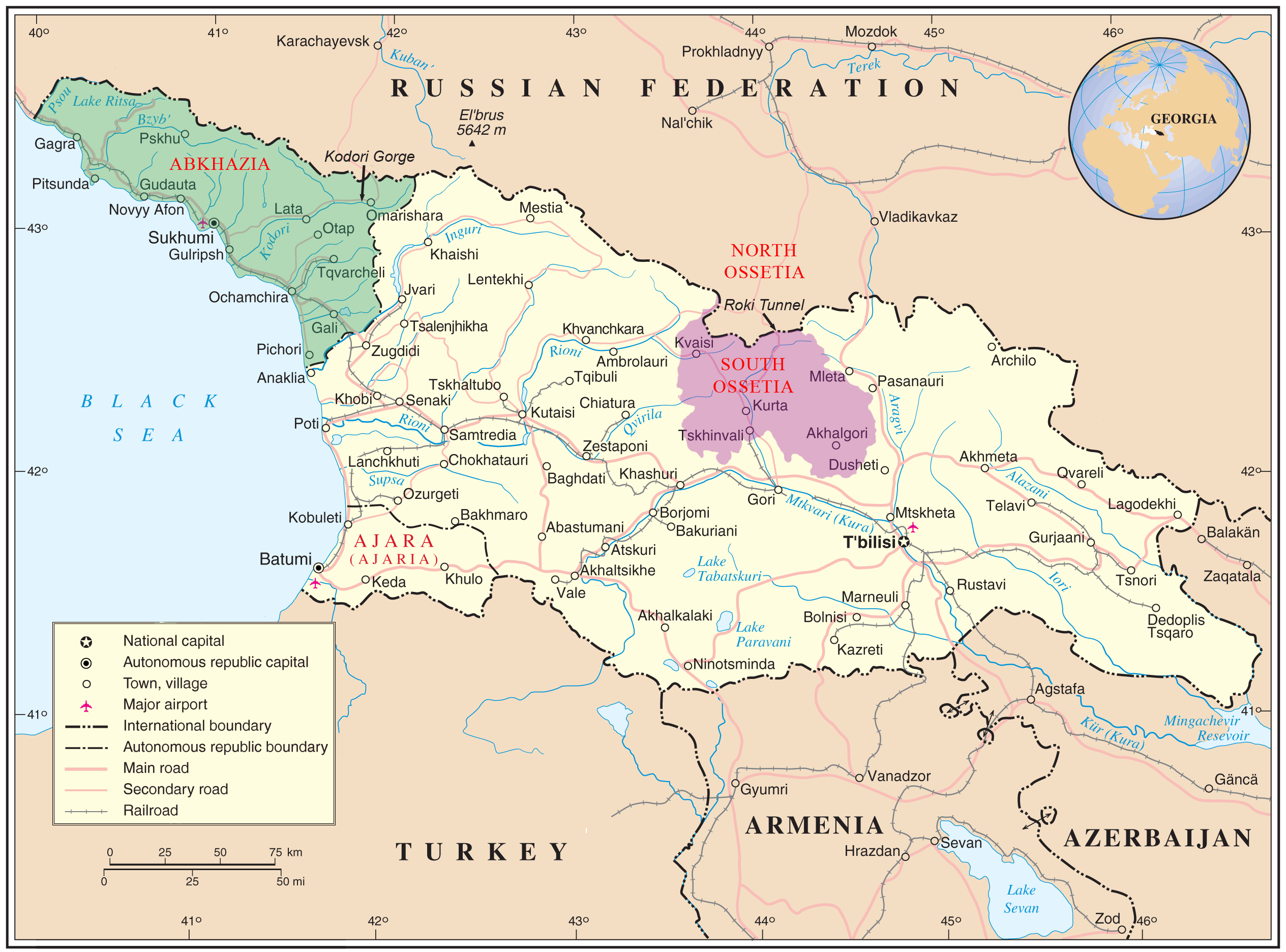
アブハジア（緑色）と南オセチア（紫色）が事実上独立した状態にあるジョージア（2008年以降）

1989年から2008年にかけてのユーゴスラビアの変遷

  - ナゴルノ・カラバフ戦争によって、1991年に アルツァフ共和国が分離独立を宣言。しかし、アゼルバイジャンは同地域の分離を承認しておらず、さらに国際連合加盟国から国家承認を受けないまま、2023年末に消滅した。
- アメリカ合衆国：アメリカ南部地域
  - 奴隷制や連邦制を巡る見解の相違によって、1861年に アメリカ連合国が分離独立を宣言。ただし、合衆国は同地域の分離を承認しておらず、ドイツの領邦国家1か国以外から国家承認されなかった。南北戦争の敗北によって連合国が消滅し、同地域は合衆国に復帰した。
- ジョージア：南オセチア地域とアブハジア地域
  - 南オセチア紛争およびアブハジア紛争によって、 南オセチア共和国（1991年）と アブハジア共和国 （1992年）がそれぞれ分離独立を宣言。ただし、ジョージアは両地域の分離を承認しておらず、国家承認する国際連合加盟国が数か国しかいない。
- モルドバ：トランスニストリア地域
  - トランスニストリア戦争によって、沿ドニエストル共和国 （1992年）が独立宣言。ただし、モルドバは分離を承認しておらず、国家承認する国際連合加盟国が数か国しかいない。
- 中華民国：南満洲（東北三省）
  - 満洲事変によって、 満洲国が1932年に分離独立を宣言。ただし、中華民国は同地域の分離を承認しておらず、国際連盟はリットン調査団の報告を受けて「満洲の分離独立を承認すべきではない」と結論づけた。第二次世界大戦の日本の降伏とともに満洲国が消滅し、南満州は中華民国に復帰した。
- パキスタン：東パキスタン（旧東ベンガル州）
  - バングラデシュ独立戦争によって、 バングラデシュが1971年に分離独立。1974年に国際連合加盟。独立後、バングラデシュはパキスタンに対する敵対政策をとっておらず、隣国のインドとも2015年に国境の飛地群の領土交換を行うなど、関係は悪くはない。
- エチオピア：エリトリア州
  - エリトリア独立戦争によって エリトリアとして分離独立。
- ソマリア：ソマリランド（旧イギリス領ソマリランド）
  - ソマリア内戦によって、 ソマリランド共和国（1991年）が分離独立を宣言。ただし、ソマリアは分離を承認しておらず、国際連合加盟国から国家承認を受けていないため、分断国家とは見なされない。なお、同国内には プントランドなどの国家を称する地域が多数存在するが、ソマリア連邦共和国からの離脱と分離独立を宣言しているのはソマリランドのみである。
- ユーゴスラビア（旧ユーゴ）：連邦を構成する各構成体
  - ユーゴスラビア紛争によって、 スロベニア・ クロアチア・ マケドニア（1991年）、および ボスニア・ヘルツェゴビナ（1992年）が相次いで分離独立。連邦に残った構成体は1992年に ユーゴスラビア（新ユーゴ）を発足。各国は紛争終結後に国交を樹立したが、民族間の心理的わだかまりが残っている。
- ユーゴスラビア（新ユーゴ）：コソボ・メトヒヤ自治州
  - コソボ紛争によって、1999年にコソボ・メトヒヤ自治州が連邦から分離し、2008年に コソボが独立を宣言。連邦に残った構成体は、2003年に セルビア・モンテネグロを発足。ただし、分離前にコソボが属していた セルビアはコソボの独立を認めておらず、国連常任理事国から国連加盟が認められていない状態である。
- スーダン（旧エクアトリア地方・上ナイル地方）
  - 第二次スーダン内戦の結果、2011年7月に 南スーダン共和国が分離独立。
- ウクライナ（ドンバス地方、クリミア半島）
  - ウクライナ東部紛争の結果、2014年にクリミア共和国、ドネツク人民共和国、ルガンスク人民共和国が分離独立を宣言。
- パレスチナ：ガザ地区
  - パレスチナ自治政府内部において大統領派と議会派との対立が深刻化し、2007年に自治政府の大統領は議会が任命した内閣を解任。これに対して議会派はガザ地区で引き続き内閣を組織し（ガザ政府）、大統領派をガザ地区から武力で排除（ガザの戦闘 (2007年)）し、パレスチナにおける正統な政権を主張。西岸地区の大統領派とその自治政府と対立した。その後、何度か統一が試みられたが失敗し、国内に2つの政権がある状態になっている。
  - 国際的には西岸地区の自治政府（ラマッラー政府）が正当な政権として承認されている。
- マリ：アザワド

### 戦中の短期間のみ政府が分裂した国家

軍閥時代の中国における各軍閥の勢力図。青色系が国民政府系列。緑色系が直隷派系列。肌色が奉天派、ピンクが山西派、薄オレンジが西北派。（1925年時点）

- ロシア：ロシア国 (1918年-1920年)とロシア・ソビエト社会主義共和国
- フィンランド：フィンランド共和国とフィンランド民主共和国
- イタリア： イタリア王国とイタリア社会共和国
  - 第二次世界大戦中、イタリアの降伏を巡る王国政府の分裂による。大戦中にイタリア社会共和国が崩壊して分裂解消。
- 中華民国（1925年-1928年）：北京政府と国民政府
  - 軍閥時代（内戦状態）の最中、中国国民党の中国統一政策による。北伐中に北京政府が崩壊して分裂解消。なお、北伐の途中で国民政府も寧漢分裂を起こしている。
- 中華民国と 中華ソビエト共和国
- 中華民国（1937年-1945年）： 蔣介石政権（南京国民政府→武漢国民政府→重慶国民政府）と 中華民国臨時政府・ 中華民国維新政府→ 汪兆銘政権（南京国民政府）
  - 日中戦争中、日本軍の占領統治に対する中国人の対応による。日本の降伏により汪兆銘政権が崩壊して分裂解消。
- フランス： ヴィシー政権と 自由フランス→ フランス共和国臨時政府
  - 第二次世界大戦中、フランスの降伏を巡る共和国政府の分裂による。大戦中にフランス国が崩壊して分裂解消。
- アフガニスタン・イスラム国(北部同盟) とアフガニスタン・イスラム首長国
  - アフガニスタン紛争 (1989年-2001年)で分裂。
- リビア：国民合意政府（英語版）（トリポリ政府）とリビア国民代議院（トブルク政府）
  - 第二次リビア内戦において分裂。国民統一政府が成立し分裂解消。
- リビア：国民統一政府（トリポリ政府）と国民安定政府（英語版）（ベンガジ政府）
  - リビア危機において再分裂、現在も継続中。
- シリア： シリアバアス党政権（ダマスカス政府）とシリア暫定政権（英語版）（シリア国民連合、アザーズ（英語版）政府）およびシリア救国政府（英語版）（イドリブ政府）と北部及び東部シリア自治行政区（ロジャヴァ、カーミシュリー政府）とイスラム国（ラッカ政府）
  - シリア内戦において分裂、現在も継続中。バアス党政権とイスラム国は瓦解し脱落。
- チェチェン：チェチェン・イチケリア共和国とチェチェン共和国
  - チェチェン紛争によって独立派のチェチェン・イチケリア共和国と、ロシア連邦への編入派による連邦構成主体としてのチェチェン共和国に分裂。イチケリア共和国の残党は亡命政府として国外に脱出。
- スーダン:暫定政府（英語版）と平和統一政府（英語版）
  - スーダン内戦 (2023年-)において分裂、現在も継続中。

### 国民の自発的意志によって分裂した国家
- セルビア・モンテネグロ： セルビアと モンテネグロ
  - モンテネグロ共和国で行われた独立を問う住民投票の結果を受けて連邦制を解消。2006年にモンテネグロが分裂し、セルビアが継承国となる。
- チェコスロバキア： チェコと スロバキア
  - ビロード離婚によって連邦制を解消。1993年にスロバキアが分裂し、チェコが継承国となる。

## 大ドイツ

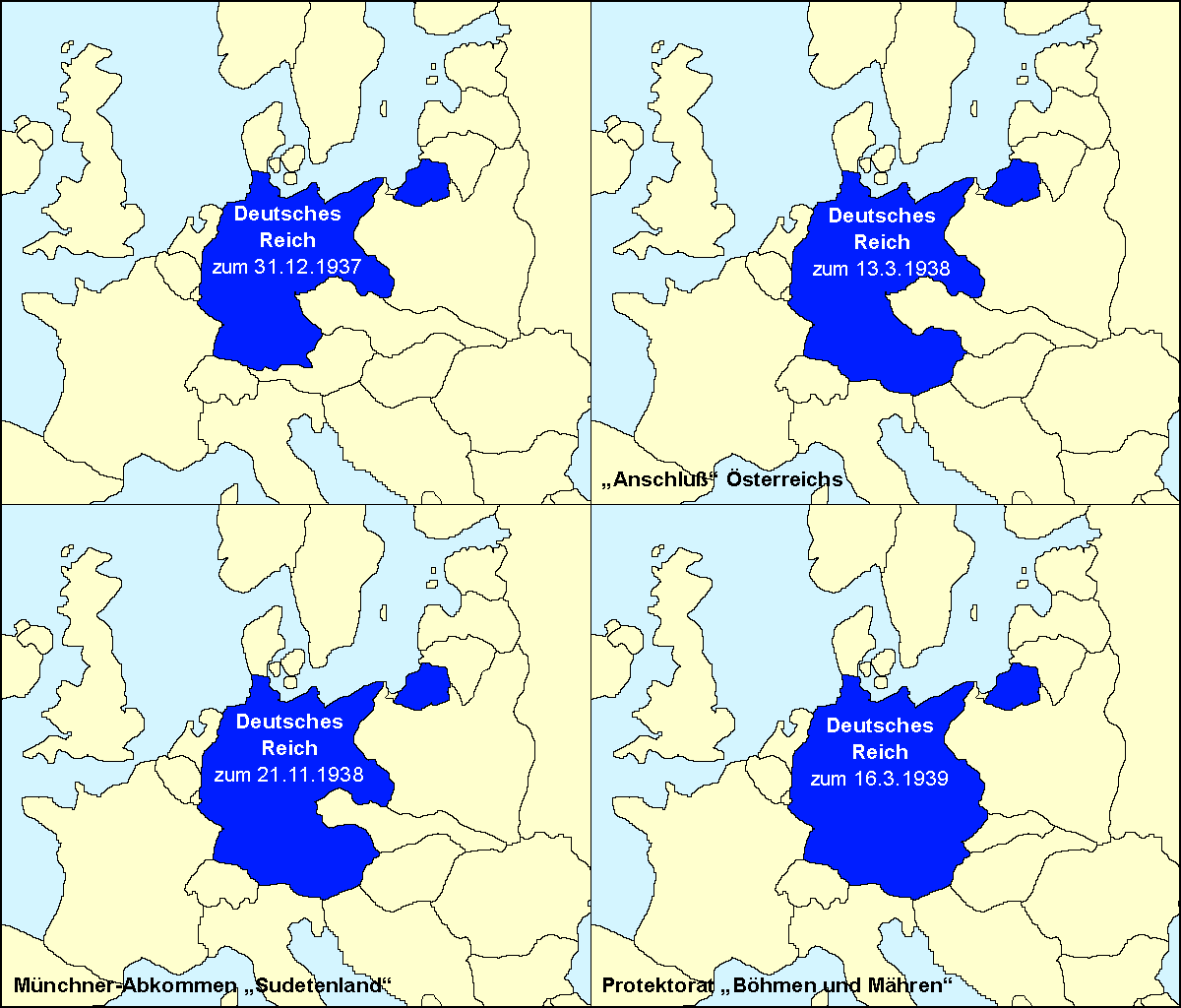
ナチス・ドイツによる大ドイツ統一
（メーメルラントを除く）
左上：ヴァイマル共和政時代からのドイツ国（1937年12月31日）
右上：アンシュルス後のドイツ国（1938年3月13日）
左下：ズデーテン併合後のドイツ国（1938年11月21日）
右下：ベーメン・メーレン保護領設置後のドイツ国（1939年3月16日）

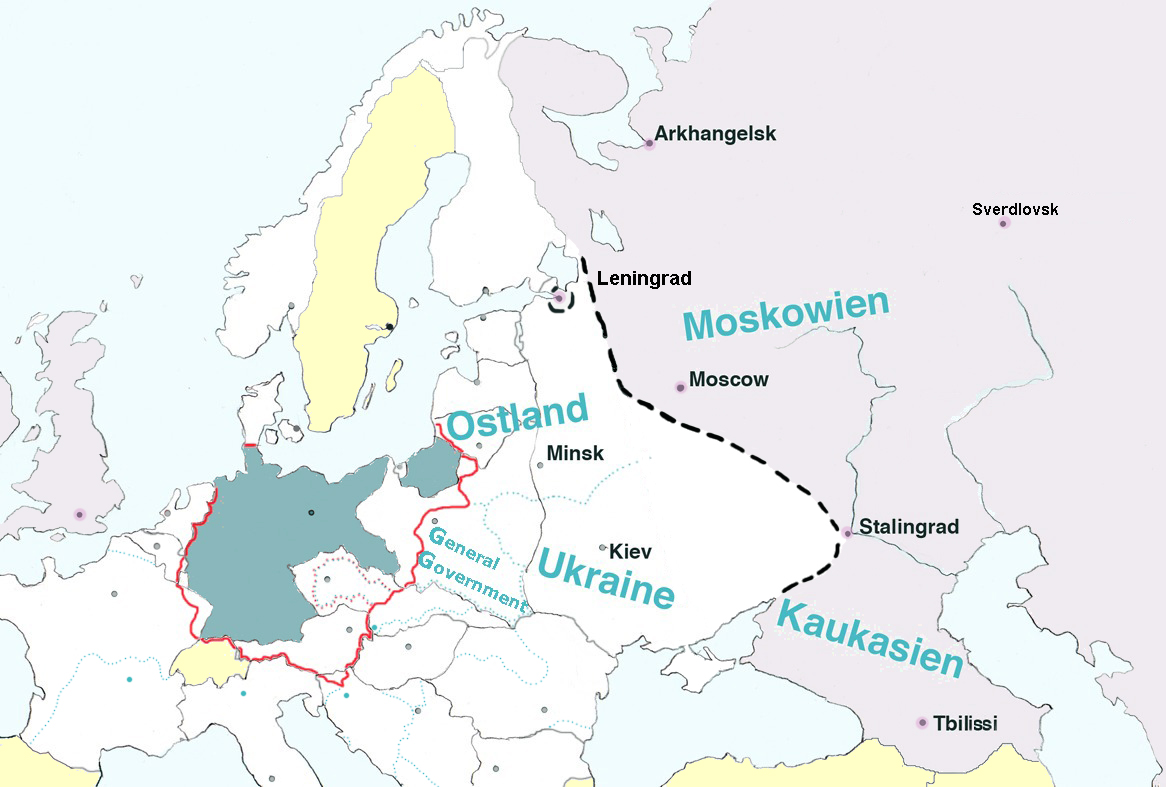
第二次世界大戦中のドイツと東部総合計画
黒線：ナチ党の権力掌握時点の国境（1935年）
青緑色：1935年時点のドイツ国
黒点線：独ソ戦におけるドイツ軍の最前線（1943年）
赤線：1943年時点のドイツ本土
青点線：1943年時点の国境・ドイツの行政区分
青色文字：ポーランド総督府と国家弁務官統治区域（OstlandとUkraine。MoskowienとKaukasienは未占領。）

- 大ドイツとは、フランクフルト国民議会で提案された大ドイツ主義に基づく地域概念で、ドイツ国（小ドイツ主義に基づくドイツ）に旧オーストリア・ハンガリー領のドイツ民族居住地域（オーストリアとズデーテン地方）を加えた範囲からなる。
- 大ドイツは、民族自決権を正統性の根拠としてひとつの国家に統一されたが、後に勃発した戦争（第二次世界大戦）で正統性が全面的に否定され、戦後に同一民族が複数の国家に分裂した唯一の事例である[注釈 2]。

大ドイツの発生から統一・分裂までの経緯
- ドイツ語圏は、神聖ローマ帝国が三十年戦争の影響で統一国家としての実権を失うと、帝国内が主権国家化した各地の領邦と帝国自由都市ごとに分裂した状態となった。第三次対仏大同盟下での帝国解体後、ウィーン議定書の取り決めで1815年にオーストリア帝国を永久議長国とするドイツ連邦が発足したが、その実態は「連邦」よりは国家連合であった。また、議長国オーストリアの領土は連邦の域外であるハンガリー人やスラブ人などの非ドイツ人主体のハンガリー王国にも及び、プロイセン王国の領土もドイツ人主体のプロイセンとポーゼン州（英語版）にも及んでいた。そのため、ウィーン体制の安定期にドイツでは「ドイツ民族の国民国家」と呼べる国家が存在しなかった。
- 国民国家としての大ドイツが初めて具体的に議論されたのは、1848年のフランクフルト国民議会においてである。1848年革命を受けドイツ民族のナショナリズムが高揚する中で開催された議会は、国民国家としてのドイツ統一を実現するために、「ドイツ」の定義やその範囲についても討議した（詳細はこちらを参照）。しかし議会では、多民族国家であるオーストリアを除外した地域で統一国家の樹立を目指す「小ドイツ主義」と、オーストリアを含めた全ドイツ語圏の国家統一を目指す「大ドイツ主義」が対立し、そのほか諸事情も相まって、統一に関する実行可能な合意を得ることができなかった。統一策を巡る「小ドイツ主義」と「大ドイツ主義」の対立は1866年にプロイセン王国とオーストリア帝国の戦争（普墺戦争）に至り、オーストリア敗北後にドイツ連邦が解体されたことで大ドイツを統合する枠組みが消滅した。その後、プロイセン王国は小ドイツ主義によるドイツ統一を達成する一方、オーストリア帝国はアウスグライヒによって人口の過半を占める非ドイツ人（主にハンガリー人）にもドイツ人と対等の自治権を認める同君連合へ変化し、旧ドイツ連邦領は1871年までにドイツ民族の国民国家・ドイツ国（ドイツ帝国）、多民族国家・オーストリア・ハンガリー帝国、元領邦国家・リヒテンシュタイン公国およびルクセンブルク大公国のいずれかに分裂した。
- 大ドイツが民族分断による分断国家と認識されるようになったのは、20世紀の戦間期に入ってからである。第一次世界大戦末期にオーストリア・ハンガリー帝国でオーストリア革命が起きると、帝国からチェコスロバキアをはじめとする非ドイツ人の居住地域が相次いで分離し、後に誕生したオーストリア第一共和国は版図がほぼドイツ人の居住地域に縮小された。これにより、大ドイツ主義による統一の問題となっていたオーストリアの多民族性が解消され、オーストリアでは大ドイツ主義を望む機運が高まった。この時期、オーストリアは正式な国名に「ドイツ＝オーストリア共和国」（Republik Deutschösterreich：1918年-1919年）を採用し、オーストリア国民のアイデンティティがドイツにあることを示した。しかし、第一次世界大戦の講和条約であるヴェルサイユ条約（対独）およびサン＝ジェルマン条約（対墺）には、「国際連盟の承認が無い限りオーストリアの独立を変更できない」とする条文が盛り込まれ、敗戦国に対する戦勝国の圧力で独墺両国の統合が事実上禁じられた。これは、オーストリアの非ドイツ人を独立させる根拠となった民族自決権に反する内容で、そのために戦間期の独墺は分断国家の側面が強い。ただし、両国では講和後も統一を求めて法律・税制・交通・通信などの共通化政策を進め、またオーストリアは当時の国歌に「ドイツ＝オーストリア」（1920年-1929年）、または「ドイツの地」（Deutsche Heimat）（1929年-1938年）という詞を含め、引き続きアイデンティティがドイツに向いていることを示した。また同時期には、帝国崩壊時にチェコスロバキア領とされ、ドイツ人が域内人口で多数を占めていたズデーテン地方においても、民族主義の高揚からドイツへの併合を求める運動が活発化した。
- ドイツ帝国崩壊後、ヴァイマル共和政下のドイツ国では、世界恐慌の影響などからナチスが権力を掌握した。すると、アドルフ・ヒトラーはオーストリア・ズデーテンにおけるドイツ統一の機運に乗じてオーストリア併合とズデーテン併合を相次いで達成し、1938年10月10日に大ドイツは史上初めて「ひとつの国民国家」として統一された。ドイツのオーストリア・ズデーテン併合は「民族自決権」の論理が正統性の根拠となり、ミュンヘン協定締結時にはドイツ国内だけでなくイギリス、フランスなどの諸外国も「自決権行使」の観点から大ドイツ統一を承認した。ところが、ナチスによる大ドイツ統一は、単なる「民族自決権の行使」ではなく「生存圏（東方生存圏）確保の一環として行われており、統一直後の1939年3月15日には自決権に反してチェコ人の居住地域であるボヘミアとモラヴィアをドイツ保護領として事実上併合した。ナチスによるドイツ拡大の対象は東方領土にも及び、メーメル一帯を3月22日に併合した後、ポーランド侵攻（第二次世界大戦）によって占領したポーランドをドイツ本国に組み込むかポーランド総督府統治区域とした。さらに、ナチスは独ソ戦開戦によって広大な東部占領地域を獲得し、東部総合計画による大ゲルマン帝国の構築を目論んだが、最終的にドイツの敗戦（英語版）によってナチスが目論んだドイツ拡大は失敗に終わり、逆に戦前から小ドイツの一部であった旧ドイツ東部領土全域を喪失する結果となった。
- 第二次世界大戦発後、連合国はナチス・ドイツによる一連のヨーロッパ占領を侵略行為と認定し、大戦前に「民族自決権」を根拠として統一された大ドイツについても統一の正統性が否定された。そのため、大戦末期のウィーン攻勢で連合国軍がオーストリアを占領すると、新たに発足したオーストリア臨時政府が独墺併合の無効を宣言して大ドイツから離脱した。また、ズデーテン地方は大戦後に再建されたチェコスロバキアに戻され、現地のドイツ人は旧ドイツ東部領土のドイツ人と同様に追放された。大戦後、ドイツ（1990年までは東・西ドイツ）でもナチスによるアンシュルス以降のドイツ拡大政策が「侵略行為」と認定され、またオーストリアでは独墺統一時代に受けた苦渋の経験から「ドイツ人」ではない「オーストリア人」としてのアイデンティティーが形成された。そのため、連合国軍の占領統治から主権を回復した後、独墺両国はともに自国を「ドイツ民族の分断国家」と認識しておらず、オーストリア国内でオーストリア人を「ドイツ民族」と呼ぶ風潮も右派や年配者に限られるようになっている。

フランクフルト国民議会（1848年）以降の大ドイツ諸国家の変遷
- ドイツ連邦：国家連合による大ドイツ統合時代（1866年まで）

↓普墺戦争
- 北ドイツ連邦（国家連合）とそのほか領邦・ オーストリア帝国→ オーストリア＝ハンガリー帝国（1866年-1871年）

↓普仏戦争後の小ドイツ主義に基づくドイツ統一
- ドイツ帝国・ オーストリア＝ハンガリー帝国（1871年-1919年）

↓第一次世界大戦
- ドイツ国→ ドイツ国・ オーストリア・ チェコスロバキア内のズデーテン地方（1919年-1938年）

↓アンシュルスとズデーテン併合
- ドイツ国：大ドイツの国家統一時代（1938年-1945年）

↓第二次世界大戦
- 連合国軍占領下のドイツ（被占領下）・ オーストリア（被占領下）・中東欧の旧ドイツ領：ドイツ人追放（1945年-1949年）

↓ドイツ分断
- 西ドイツと 東ドイツ・ オーストリア（被占領下）→ オーストリア（1949年-1990年）

↓ドイツ再統一
- ドイツ・ オーストリア（1990年以降）

大ドイツを統合したドイツ連邦  連邦発足時点の国境線（1815年）  プロイセン王国  オーストリア帝国  その他連邦構成国
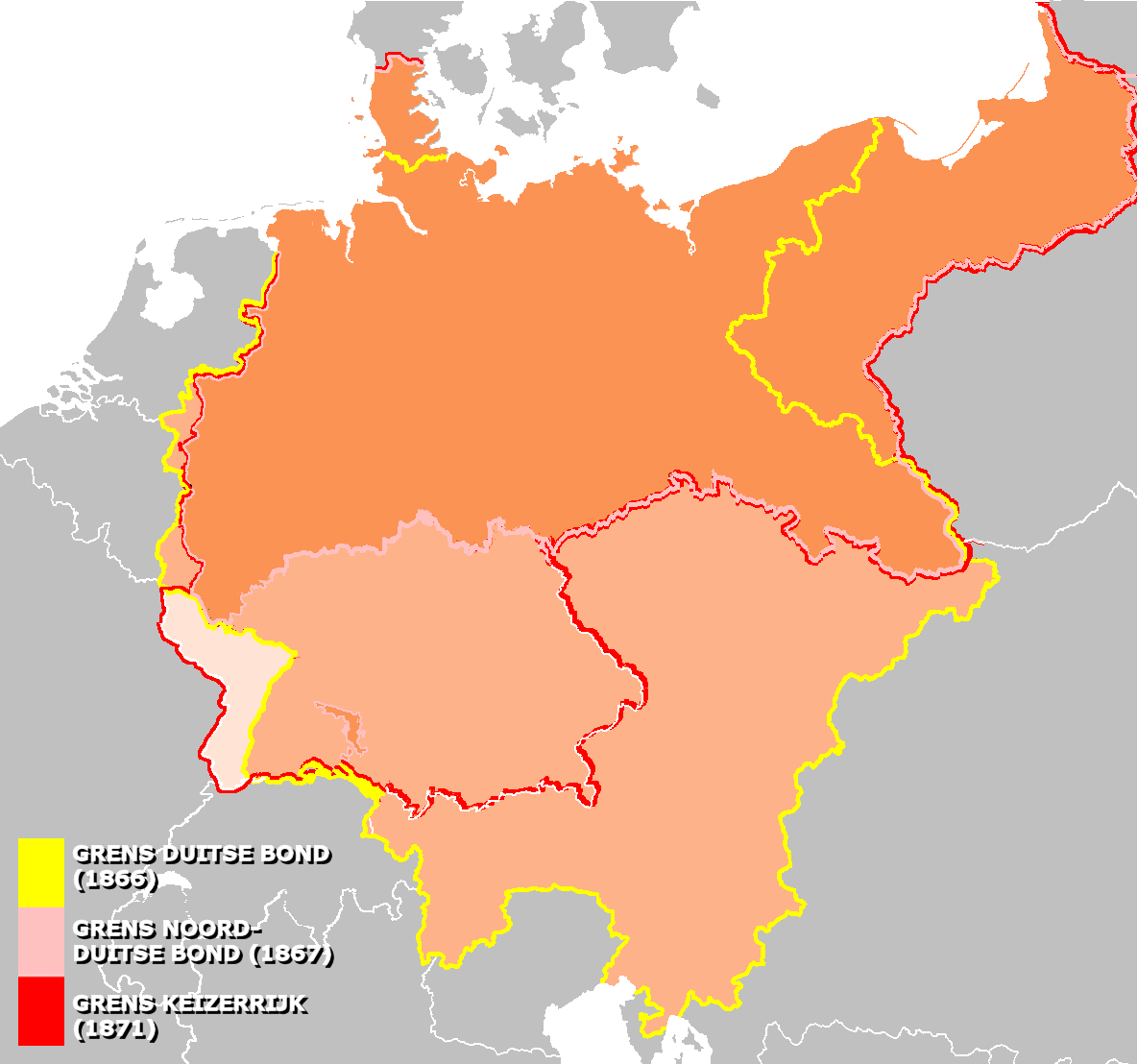
小ドイツ主義に基くドイツ統一までの変遷（1866年 – 1871年)  ドイツ連邦の境界線  北ドイツ連邦の境界線  ドイツ帝国の国境線
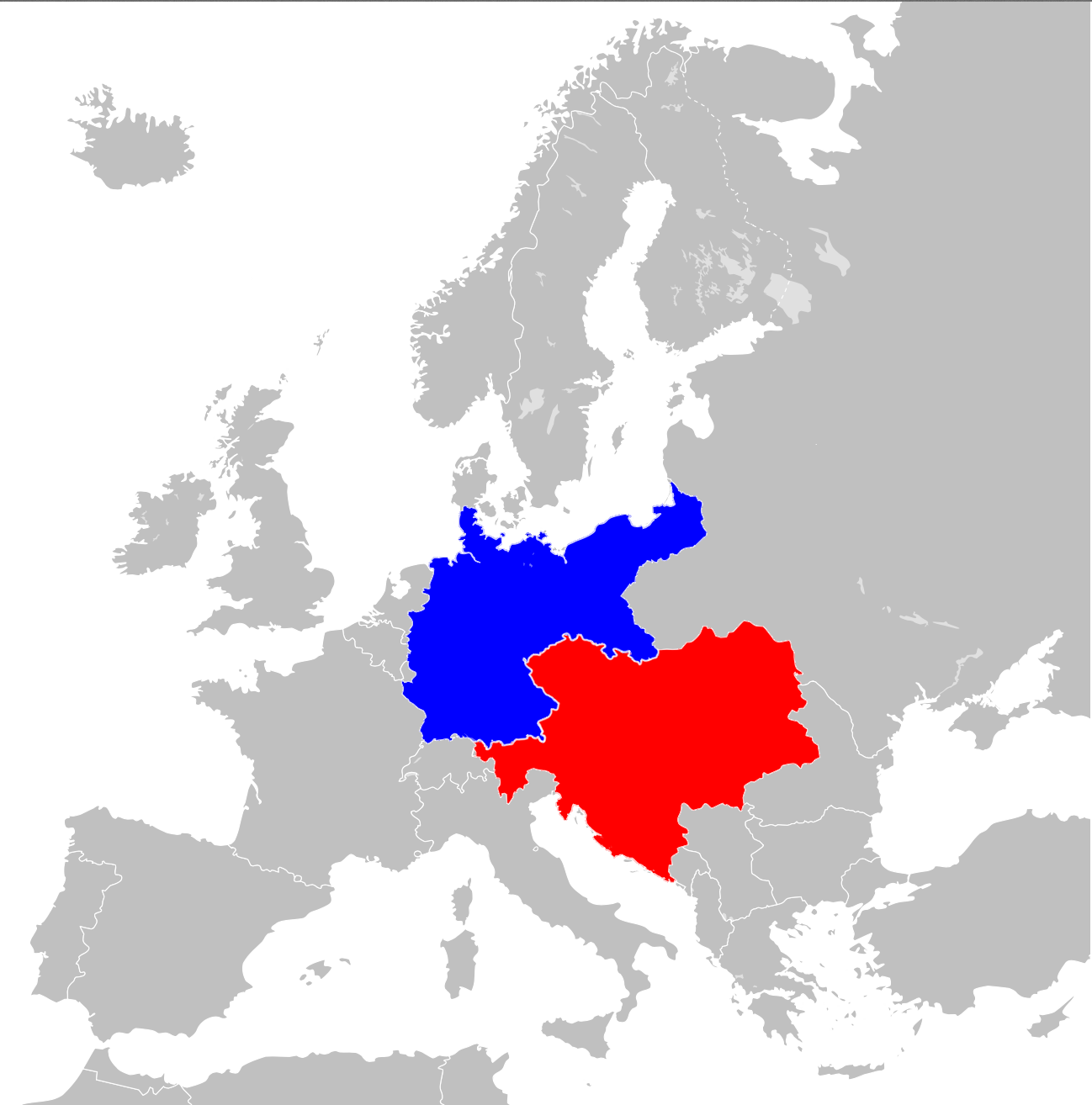
第一次世界大戦勃発時点の大ドイツ（1914年）  ドイツ帝国  オーストリア＝ハンガリー帝国
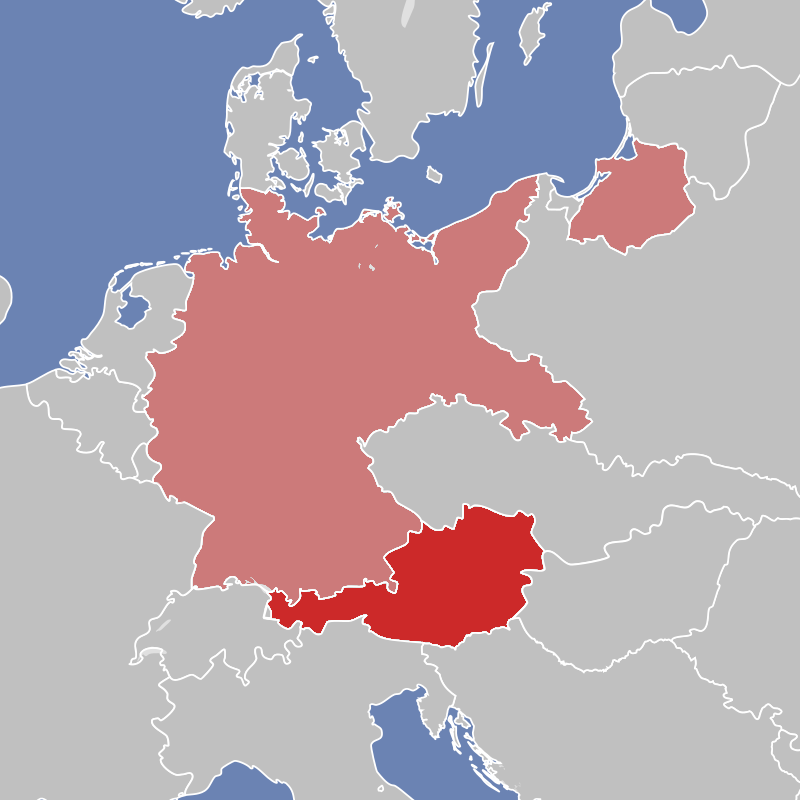
第一次世界大戦後のドイツ人国家（1919年 - 1938年）  ヴァイマル共和国  オーストリア共和国
ナチス政権によるドイツ国の拡大（1933年 - 1943年）  政権発足時点の小ドイツ  大戦前の大ドイツ統一（保護領含む）  大戦下の併呑地域（総督府領含む）
大戦後に分裂したドイツ（橙色）とオーストリア（緑色）

## モンゴル
20世紀初頭、「蒙古王公」たち（モンゴル草原に分封された諸侯）は、清朝末期に展開された「光緒新政」（1910年-1911年）により清朝支配への反発を深め、密かに独立を画策しはじめ、ロシア帝国からは経済支援と武器弾薬の供給を取りつけることに成功した。
1911年、中国の共和主義者が引き起こした共和革命（辛亥革命に乗じ、化身ラマのジェプツンタンパ・ホトクト8世（ボグド・ゲゲン〈「聖人さま」の意〉）を「ボグド・ハーン」（「聖なる皇帝」の意）として君主に推戴して独立を宣言、北部（現在、国連加盟の独立国モンゴル国となる領域）に実効支配を確立した上で南部49旗（現在、中国領の内蒙古自治区となっている領域）にも浸透した。しかし、モンゴルに対する影響圏を「漠北」（ばくほく、ゴビ砂漠の北側）に限定することを日本・中国などと取り決めていた（日露協約〈1907年〉、中露覚書〈1913年〉など）ロシアは、ボグド・ハーン政権に対して「漠北」への撤退を要求、ロシアからの経済・軍事支援がなければ立ちゆかないモンゴルはやむなくこれを飲み、1914年から15年にかけて開催されたキャフタ会議により、モンゴルの北部は「中国の宗主権の下」でボグド・ハーン政府が「自治」を行う地域、「漠南」（ばくなん）は「純然たる中国領」と定められた。
その後、内蒙古は日本の影響下で成立した満州国により東西に分裂、残った内蒙古西部には内蒙古自治運動により蒙古軍政府（後の蒙古自治邦政府）が誕生する。1945年のソ連軍の侵攻で蒙古自治邦政府と満州国は消滅。旧蒙古自治邦領域では内モンゴル独立宣言をした内モンゴル人民共和国、旧満州国領興安総省では東モンゴル自治政府やホロンバイル自治省政府などが成立し、南北モンゴル統一運動を掲げ、1947年にはそれらの勢力を統合した内モンゴル自治政府が成立。その後、国共内戦によって成立した中華人民共和国では内モンゴル自治区が設置されるも南北統一は果たせず、逆に中国共産党政権による内モンゴル人民革命党粛清事件により統一運動は徹底的に弾圧された。なお、中華民国政府は2012年まで外蒙古の独立を認めず、中華人民共和国やロシア連邦トゥバ共和国の領域とともに自国領土だと主張していた。

## 大ルーマニア
1859年にオスマン帝国領内のワラキア公国とモルダヴィア公国が合併してルーマニア公国（後にルーマニア王国）が誕生、1877年5月9日にオスマン帝国宗主権下からの独立を宣言し、1878年のベルリン条約で完全独立を達成するもトランシルヴァニア公国やベッサラビア、ブコビナは、オスマン帝国の影響下にあった時代にロシア帝国やオーストリア帝国によって割譲されたため、その版図には含まれなかった。第一次世界大戦後の1918年にハンガリーとロシアからトランシルバニアとブコビナ、ベッサラビアを併合し、大ルーマニアの統一を達成。ベッサラビアのうちソ連統治下に留まったごく一部の領域がモルダヴィア自治ソビエト社会主義共和国を形成した。
1940年にルーマニアはソ連にベッサラビアを割譲させられ、第二次世界大戦中には再占領するものの敗戦により領有権を放棄しソ連へ割譲、モルダヴィア・ソビエト社会主義共和国（モルドバSSR）としてソ連を構成する共和国のひとつとなった。1991年のソビエト連邦の崩壊により、モルドバSSRはソ連から離脱して現在のモルドバ共和国が成立。前後してルーマニア・モルドバの両国ではルーマニア・モルドバ統一運動が興るが、現在に至るまで統一はなされていない。

## コンゴ共和国とコンゴ民主共和国
1885年にベルリン会議において、元々あったコンゴ王国がコンゴ自由国（後にベルギー領コンゴ）とフランス領コンゴ（後のフランス領赤道アフリカ）に分割され植民地化。1960年、ベルギー領コンゴとフランス領赤道アフリカはそれぞれコンゴ共和国（仏: République du Congo）というまったく同名の国として独立。2つの国にはそれぞれの首都の名前が付され、元ベルギー領コンゴは「コンゴ・レオポルドヴィル」、元フランス領赤道アフリカは「コンゴ・ブラザヴィル」として区別された。1964年にコンゴ・レオポルドヴィルは、正式国名を「コンゴ民主共和国」に変更。当初、コンゴ・レオポルドヴィルは東側寄り、コンゴ・ブラザヴィルは西側寄りであったが、1970年にコンゴ・ブラザヴィルにおいて共産主義国家のコンゴ人民共和国が、1971年にコンゴ・レオポルドヴィルにおいて親米反共主義のザイール共和国がそれぞれ成立し、対立が生じた。冷戦終結後の1991年にコンゴ人民共和国がコンゴ共和国へ、1997年にザイール共和国がコンゴ民主共和国へと、かつての国名にそれぞれ変更した。現在、これといった再統一運動はない。
イエメンと同じく、前近代国家の統治する地域が列強諸国によって分割・植民地化され、後に分割された地域が植民地単位で別個に独立し、独立後は西側寄りのザイールと東側寄りのコンゴ人民共和国とで対立関係にあったが、統一運動は活発ではなかったため、イエメンとは異なり分断国家とみなされていない。

## アラブ
アラブ地域を分断された地域と見做して統一する試みがあるが現在に至るまで成功していない。